# Camp de prisonniers de Langensalza (1914-1918)

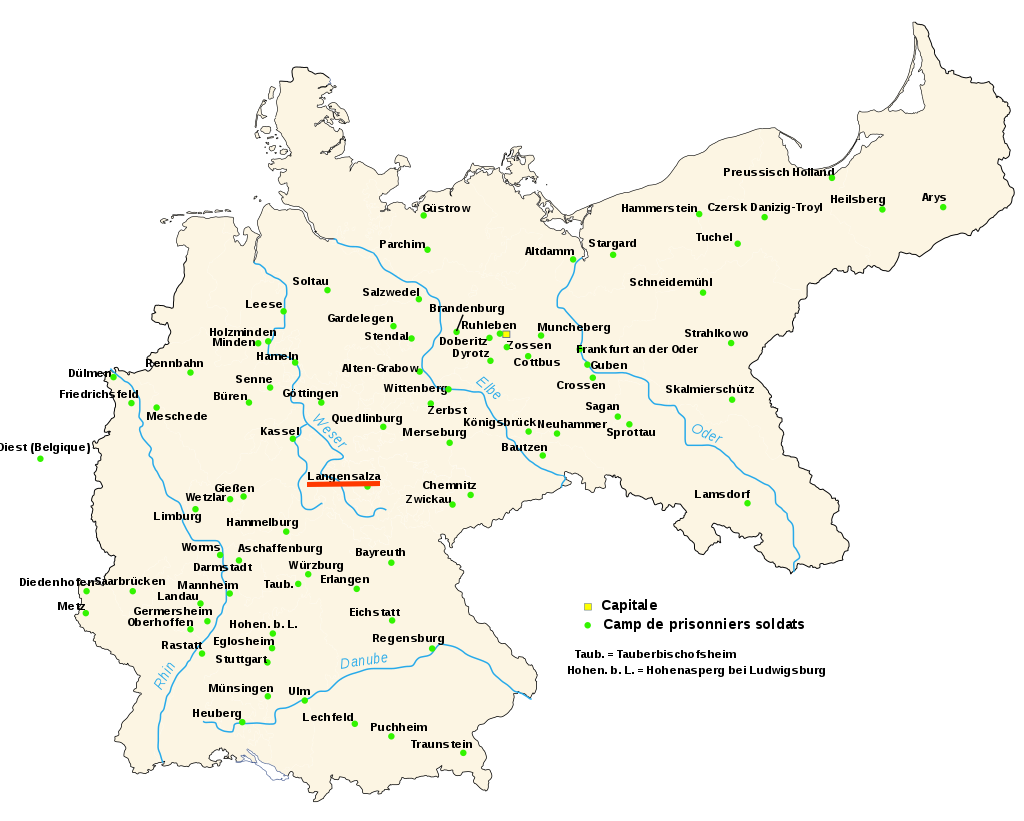
Carte des emplacements des principaux camps pour soldats en Allemagne en 1914-1918.

Le camp de prisonniers de Langensalza en Thuringe, au nord de l’Allemagne, est un important camp de prisonniers de guerre de la Première Guerre mondiale.
Il a été le lieu de détention de soldats de différentes nationalités en particulier français et russes. Destiné au départ à accueillir 10 000 hommes, répartis pour la plupart dans des kommandos de travail extérieurs, le camp de Langensalza a vu passer jusqu’à 28 000 prisonniers vivant dans des conditions souvent difficiles. Le camp comportait deux annexes à Ohrdruf et à Erfurt.
L’histoire de ce camp de mauvaise réputation a été marquée par deux graves épidémies de typhus en 1915 qui ont fait près d’un millier de victimes mais aussi par la fusillade sanglante des prisonniers par les gardes du camp le 27 novembre 1918. Le tir meurtrier seize jours après l'Armistice du 11 novembre a fait scandale avec ses 16 morts dont 10 prisonniers français et une trentaine de blessés.
À la fin de la Seconde Guerre mondiale, un kommando du camp de concentration de Buchenwald a été installé à Langensalza : ouvert le 20 octobre 1944 il a été évacué début avril 1945. Environ 1300 déportés y travaillaient au montage d’avions Junkers. 

## Le camp
Langensalza est une ville d’eau de Thuringe (elle s’appelle d’ailleurs Bad Langensalza depuis 1956) située dans l’est de l’Allemagne, à 40 km au nord-est d’Erfurt. Sa population est d’environ 17 000 habitants en 2018 mais elle était de 12 632 dont 675 militaires en 1912.
Le camp de prisonniers (Kriegsgefangenenlager) était situé à environ 3 km au nord-est de la ville, en direction du village de Merxleben, dans le fond d’une cuvette argileuse environnée de collines. Il occupait une surface de 25 hectares entourés de barbelés et souvent boueux, il était relié à la ville par une petite voie ferrée.
En octobre 1914 est décidée la construction d’un camp pour 10 000 prisonniers de guerre : il n’y a d’abord que des tentes pour 400 personnes. En décembre 1914, le camp compte dix baraques en bois construites par les détenus et destinées à recevoir 1 000 hommes chacune dans quatre compartiments de 250 bas-flancs superposés sur trois niveaux avec une litière en paille.
Sept compagnies de soldats allemands étaient affectées à la garde du camp (140 hommes chacune ?) appuyées par des mitrailleuses lourdes et deux canons placés en surplomb. Le commandant du camp logeait dans l’ancien moulin à l’extérieur du camp où se trouvait la Kommandantur.
Peu à peu des aménagements ont été installés : le ‘théâtre’ (salle de spectacle), terrain de sport, bibliothèque, ‘popote’ (cantine), lazaret (hôpital), chapelle, cimetière… 

## Effectifs
Le camp a fonctionné de novembre 1914 au 18 mars 1919. Il dépendait du XIe corps d’armée 3e armée allemande basé à Cassel : le premier commandant du camp a été le colonel von Koppy (capitaine en 1905 dans le corps expéditionnaire allemand en Namibie – Deutsch-Südwestafrika ?) puis le major general Gessner et enfin le major general Scholtz à partir de 1916 mais le commandant du camp (par délégation ?) signe capitaine von Marshall)[pas clair].
Les premiers soldats prisonniers sont des Russes (353 hommes dont 5 officiers) qui arrivent le 21 novembre 1914. Dans les jours suivants 7500 autres suivent. 80 prisonniers français arrivent ensuite et le mélange des nationalités devient la règle.
Le camp était en grande partie un camp de transit avant l’envoi en kommandos de travail des soldats ou leur réaffectation vers d’autres camps comme celui de Cassel. La population de base du camp oscillait entre 2000 et 3000 prisonniers, surtout des sous-officiers qui n’étaient pas obligés de travailler selon la convention de Genève. Le nombre des hommes s'accroissait fortement dans les périodes de tension comme lors des épidémies de typhus en 1915, lors de l'intégration en mai 1916, des prisonniers d’Ohrduf et d’Erfurt ou après l'armistice du 11 novembre 1918. 
Le camp est alors surpeuplé et soumis aux plus grandes privations (ils en étaient réduits à brûler le charpente du « théâtre » inutilisé) : les prisonniers ont manifesté leur joie en apprenant l’armistice mais ils se sont vite interrogés sur leur rapatriement au vu de la désorganisation générale. Le sureffectif s’amplifia quand les kommandos extérieurs employés dans les mines ou les fermes rentrèrent au camp pour ne pas être oubliés lors du rapatriement annoncé. C’est alors qu’eut lieu l’assassinat de 16 prisonniers par les gardes le 27 novembre 1918. 
Il y eut aussi des civils internés à Langensalza : quelques centaines capturés dans les régions conquises par les armées allemandes.
Le relevé allemand des prisonniers passés par le camp de Langensalza retient, à la date du 10 octobre 1918, 28 000 prisonniers dont 12 200 Français, 9 400 Russes, 3 500 Britanniques, 2 300 Italiens, 180 Belges, 100 Roumains, 27 Américains.
Selon les chiffres allemands il y eut au total 2 027 morts sur toute la durée du camp de Langensalza dont 1642 ont été enterrés dans le cimetière du camp (les autres relevaient des kommandos extérieurs) : les principales causes ont été le typhus et les maladies pulmonaires. Les prisonniers anglais ou originaires du Commonwealth morts dans les camps allemands ont été ré-inhumés dans le cimetière de Niederzwehren en 1922-1923 : on y trouve les tombes des 225 prisonniers morts au camp de Langensalza entre 1915-1918. Les morts français ont été ré-inhumés dans la nécropole de Sarrebourg et il faudra attendre la loi du 28 février 1922 pour qu’ils aient droit à la mention « Mort pour la France ».
Un mémorial a été élevé dans l'ancien cimetière du camp.

## Les conditions de vie
Le camp de Langensalza avait la réputation d’être un des camps les plus durs. Si les sous-officiers n’étaient pas obligés de travailler selon la convention de Genève, le plus grand nombre des soldats prisonniers de guerre étaient affectés à des Kommandos à l’extérieur du camp et utilisés comme main d’œuvre dans les mines de sel ou de charbon, les usines ou les fermes des environs avec des conditions de vie difficiles.
Les prisonniers qui ne travaillaient pas, en particulier des sous-officiers que l’on voit en uniforme sur les photos d’époque, occupaient leurs journées en jouant aux cartes ou au football, en participant à des activités musicales avec l’harmonie ou en montant des pièces de théâtre. Les photos autorisées montrent un camp serein mais les conditions d’hygiène ont été dégradées à certaines périodes et la nourriture très insuffisante, composée essentiellement d’une soupe mélangeant choux et betteraves sans viande. 
Les tâches d’hostellerie (cuisine, blanchisserie…) étaient confiées à des prisonniers soldats tandis qu’une partie de l’administration quotidienne (interprète, courrier, infirmerie…) était assurée surtout par des sous-officiers et des médecins qui jouissaient d’un traitement privilégié (chambrée, laisser-passer…) et constituaient un Comité qui était l’interlocuteur des autorités.
Des cartes postales préimprimées étaient prévues pour communiquer avec les familles qui pouvaient répondre et envoyer des colis, alimentaires ou autres (vêtements…) et des mandats : ce service fonctionnait de façon variable selon les périodes avec l’existence de la censure et des confiscations. Les produits reçus faisaient l’objet de troc ou de commerce entre les prisonniers et avec les gardes (cigarettes et chocolat en particulier). Ils utilisaient une monnaie spéciale en marks.
Les contrevenants au règlement du camp recevaient des punitions individuelles qui consistaient en journées de prison. Il y avait aussi les punitions collectives qui consistaient en privation de distractions, de colis pendant plusieurs semaines consécutives, et même de nourriture pendant plusieurs jours. Dans le camp, les brutalités (coups et blessures) étaient assez rares mais beaucoup plus fréquentes dans les kommandos extérieurs rattachés au Lager principal. Les autorités militaires allemandes se préoccupaient de la réciprocité de traitement de leurs propres prisonniers dans les camps des alliés : ceux-ci ont parfois soulevé des réclamations et demandé des inspections de pays neutres comme l’Espagne. Des visites d'inspecteurs neutres et de la Croix-Rouge ont eu lieu mais elles sont restées superficielles et sans effet.
Les témoignages de cette vie quotidienne difficile abondent : les prisonniers racontent la malnutrition, les conditions sanitaires dégradées, mais aussi parfois les violences des gardiens, les brimades et le règlement pointilleux qui exigeait par exemple que le salut militaire soit rendu en toute circonstance à tous les officiers rencontrés dans le camp.
L’affaiblissement des prisonniers sous alimentés et le mélange des nationalités, ont constitué le terreau de graves et meurtrières épidémies de typhus en 1915.

## Les épidémies detyphusen 1915
Les conditions sanitaires dégradées, l’affaiblissement des prisonniers sous alimentés et le mélange des nationalités, ont constitué dans de nombreux camps de prisonniers en Allemagne (Cassel, Wittemberg...) le terreau de graves épidémies comme les pneumonies et la tuberculose mais aussi le choléra ou le typhus. 
Les épidémies de typhus ont été particulièrement meurtrières en 1915 à Langensalza en raison de la désorganisation médicale du camp qui valut à l’Allemagne de violentes accusations de négligences assimilables à des crimes de guerre.
Deux pics d’épidémie eurent lieu de janvier à juillet 1915. Les chiffres diffèrent selon les sources mais on retient le chiffre de près de 1 000 morts liés à cette épidémie (les morts liées aux conséquences du typhus comme les amputations inefficaces sont en effet à ajouter : un auteur évoque ces amputations et avance même le chiffre de 2 000 victimes). 
Près de 8 000 hommes furent atteints du typhus et environ 900 en moururent selon le rapport du médecin aide-major Dournay. La chronique de Harald Rockstuh cite le témoignage d’un prêtre allemand qui donne les chiffres de 2 000 malades et 800 morts.
L’hôpital du camp occupait deux baraques comprenant chacune deux grandes salles de 80 lits superposés et des locaux annexes. Lors de l’épidémie de 1915 une baraque ordinaire de 250 lits fut dédiée aux typhiques légers, tandis que le lazaret 1 accueillait les malades graves et le lazaret 2 les autres maladies, dont des diphtériques. La surpopulation était extrême et les conditions sanitaires déplorables : il y eut jusqu’à 1200 malades en traitement en même temps avec quelques médecins débordés et démunis. 
Des médecins militaires français et russes prisonniers dans d’autres camps furent affectés dans l'urgence à Langensalza. Lourdement victimes eux-mêmes, ces médecins jugulèrent l’épidémie qui fit près de 1 000 morts. 
Par la suite l'administration des camps de prisonniers fut réorganisée par les autorités militaires qui craignaient aussi/surtout une contamination des populations civiles allemandes. Des mesures comme l'épouillage systématique, les bains, les vaccinations et les quarantaines furent mises en place : il n'y eut plus d'épidémie de typhus par la suite.
Un chiffre pour illustrer cette tragédie : l'Historique du 289e régiment d'infanterie mentionne 50 morts en 1915 au camp de Langensalza sur environ 1 100 tués à l'ennemi durant la guerre. Par comparaison encore il n'y eut que huit cas de typhus dans les armées françaises durant toute la guerre.

## La fusillade sanglante du 27 novembre 1918
Après l'Armistice 11 novembre 1918, le camp est surpeuplé par les kommandos extérieurs qui rejoignent le camp principal par peur d'être oubliés dans le rapatriement attendu depuis l'armistice. Le contrôle du camp est difficile d'autant que les conditions de vie s'aggravent avec la désorganisation allemande, le manque de nourriture, le froid et l'impatience générale. La tension croissante amène le commandant du camp à afficher une mise en garde : « Nous exigeons le calme dans votre intérêt comme dans le nôtre… Nous l'appuierons au besoin par la force des armes ».
Le 27 novembre 1918, le Comité du camp obtient du commandant la démolition de la baraque du théâtre pour utiliser le bois dans les poêles des baraques. Vers 13 heures des prisonniers s'activent aux démolitions dans un désordre qui effraient les gardiens allemands qui sifflent l'alerte. Deux groupes de gardes sous le commandement du Feldwebel /capitaine (?) Koch ouvrent le feu sans sommation en tirant au hasard sur les prisonniers de toutes nationalités : les victimes sont atteintes aussi bien devant le théâtre en démolition que sur le terrain de football et même à l'intérieur de certaines baraques. 
La fusillade dure deux minutes mais fait près de 50 victimes. Selon le rapport des délégués de l’ambassade espagnole à Berlin le bilan de cette tuerie a été de 16 morts et une trentaine de blessés dont 10 Français, 3 Britanniques, 2 Italiens, 1 Russe.
Le drame déclencha de vives réactions : une commission de délégués de pays neutres fut envoyée sur place et les informations circulèrent aussi par les prisonniers rapatriés. La presse alliée, française en particulier, s'émut.
Ainsi Le Populaire du 18 décembre titre en première page : « L’œuvre des assassins – Le martyre de nos prisonniers en Allemagne ». Le journaliste écrit « L’Allemagne aura de terribles comptes à nous rendre et les souffrances de nos prisonniers se paieront en même temps que tout le reste… Les Alliés sont d’accord sur ce point qu’il est nécessaire d’infliger à ces brutes ignobles les sanctions que mérite la barbarie dont ils ont fait preuve ». Le Temps du 10 janvier 1919 écrit : « Le camp de Langensalza fut le théâtre, le 27 novembre dernier, de l'assassinat de plusieurs prisonniers français par les sentinelles allemandes. D'après les déclarations des rapatriés, cette scène de sauvagerie ne fut justifiée par aucun acte répréhensible de la part de nos prisonniers ».
L'enquête de la Croix-Rouge internationale et d’officiels neutres n'aboutit pas : deux officiers allemands furent présentés à un tribunal qui classa l'affaire. Le responsable principal Koch fut promu au grade supérieur quelques mois plus tard et les Allemands voulurent oublier « Das Blutbad von Langensalza ».

### Identité des victimes
Prisonniers français décédés :
- PAOLI Jean Antoine 201e régiment d’infanterie, fait prisonnier le 28 mai 1918 tué d’une balle dans la tête.
- BELMAS Léopold 1er Corps d'Armée Colonial fait prisonnier le 28 mai 1918 tué d’une balle dans la tête.
- LAGNEAU Maurice tué d’une balle dans la tête.
- GIBAULT Albert, 37e RI, 22 décembre 1914 prisonnier depuis le 22 décembre 1914 tué d’une balle dans la poitrine.
- ARABEYRE Jean 134e régiment d’infanterie territoriale. Fait prisonnier de guerre le 7 mars 1916 tué d’une balle dans la figure.
- RICHARD Arthur, 6e BCP, il est fait prisonnier le 19 août 1914 tué d’une balle dans la poitrine.
- COGNON (en fait KOGNOU) Abomey, 44e bataillon de tirailleur sénégalais, tué d’une balle dans la poitrine.
- CHOQUET Henri 162e RI le 14 juillet 1915, fait prisonnier le 20 mai 1916 tué d’une balle dans la poitrine.
- PRUNET Jean Baptiste 139e régiment d’infanterie, fait prisonnier le 14 août 1914  tué d’une balle dans la poitrine.
- PRIVAT Jean 6e Bataillon de Chasseurs à Pied, fait prisonnier le 19 août 1914. Blessé à la cuisse gauche : il mourra quelques semaines plus tard le 25 décembre 1918.
- RAIWOIT Auguste Narcisse,  civil décédé le 4 janvier 1915. Fait Chevalier de la Légion d'Honneur à titre posthume en 1923

Prisonniers blessés à la poitrine ou aux jambes : BIERBENS Roger, BEAU Eugène, MIALLY Elie, JEAN Auguste, JEAN Maurice, PILORGET Marcel, ROY Paul.
Britanniques tués :  Soldat Tucker, Worcester Regiment ; soldat Morey, East Yorks ; Caporal Elrod, 6th Northumberland Fusiliers, et deux blessés : soldat F. Johnson, 4th Bedfordshire Regiment et soldat Haig, West Yorks.

## Seconde Guerre mondiale
En octobre 1944 les autorités allemandes ouvrent le kommando de Langensalza, un camp satellite du camp de concentration de Buchenwald. Environ 1 300 femmes et hommes étrangers, en particulier des Roms et des Manouches, ont été affectés dans les usines d'aviation Junkers,.